# Jarafuel (kommunhuvudort)
Jarafuel är en kommunhuvudort i Spanien.   Den ligger i provinsen Província de València och regionen Valencia, i den östra delen av landet, 270 km sydost om huvudstaden Madrid. Jarafuel ligger 589 meter över havet och antalet invånare är 861.
Terrängen runt Jarafuel är kuperad. Runt Jarafuel är det glesbefolkat, med 10 invånare per kvadratkilometer. Närmaste större samhälle är Ayora, 9,2 km söder om Jarafuel. Omgivningarna runt Jarafuel är i huvudsak ett öppet busklandskap.